# Animazione per adulti

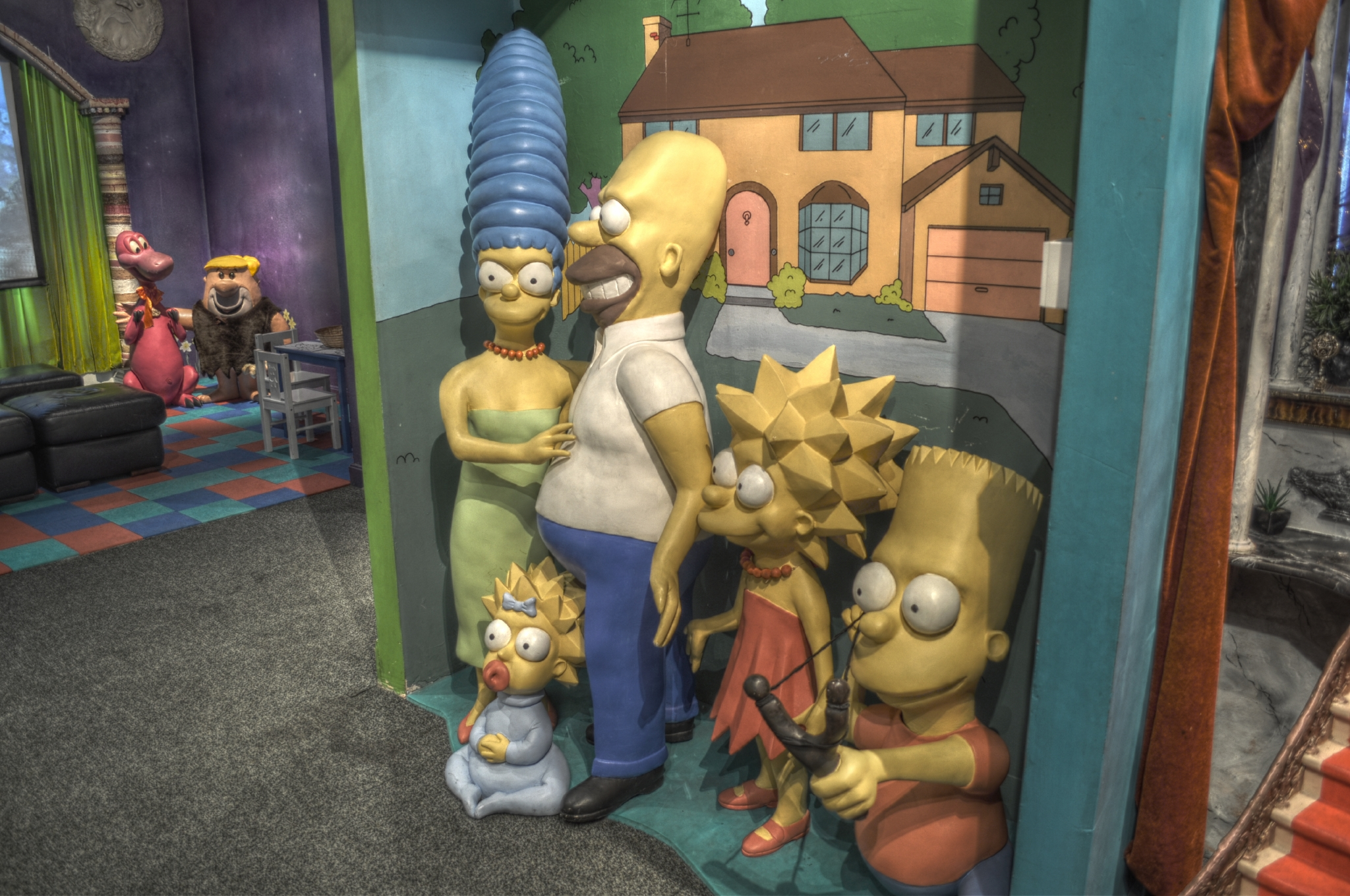
Statue di cera dei protagonisti de I Simpson, famosa serie animata per adulti.

L'animazione per adulti è qualsiasi tipo di opera animata che illustra tematiche tipicamente adulte e che si rivolge limitatamente a un pubblico maturo.
Le opere di questo genere sono considerate per adulti per una serie di motivi, tra cui l'inserimento di contenuti sessuali espliciti o suggestivi, violenza, parolacce, umorismo nero o altri elementi tematici inappropriati per i bambini. Le opere di questo genere possono esplorare questioni filosofiche, politiche o sociali.
Alcune produzioni (film d'animazione, serie televisive e in rete) sono note per le loro tecniche di narrazione e animazione complesse e/o sperimentali.

## America

### Argentina
Nel 2019 viene pubblicato il film d'animazione argentino Lava da parte di Ayar Blasco. Il film, che si propone come una satira sul COVID-19, racconta la storia di una tatuatrice solitaria di nome Deborah che cerca di salvare se stessa e la sua città da un'invasione aliena.

### Canada

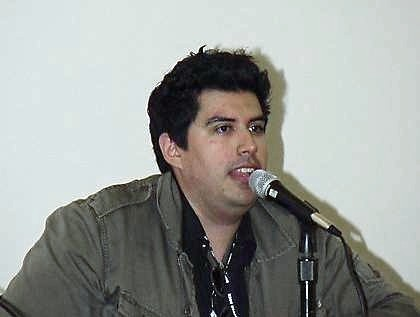
Adam de la Peña, creatore della serie animata Code Monkeys, al San Diego Comic Con nel luglio 2007

L'animazione per adulti si è lentamente sviluppata anche in Canada. A differenza dell'affermata animazione statunitense, tuttavia, l'animazione per adulti canadese "non ha mai prodotto una serie senza tempo e popolare come I Griffin e I Simpson e tende a essere molto specifica per il Canada".
Il film d'animazione canadese Heavy Metal del 1981, che prende il nome dall'omonima rivista statunitense a fumetti, è contraddistinta da disegni aggressivi e realistici e dal mescolarsi dei generi pulp e fantasy.
Tra il 2002 e il 2003 è andata in onda sulla rete via cavo canadese Teletoon at Night e poi su MTV la serie animata Clone High, una parodia di drammi per adolescenti come Dawson's Creek e Beverly Hills, 90210.
La serie ha ottenuto recensioni contrastanti da parte della critica televisiva al suo primo episodio, da allora ha però ricevuto il plauso della critica e del pubblico. Dopo le polemiche sulla rappresentazione del Mahatma Gandhi, che ha spinto centinaia di persone in India a indire uno sciopero della fame, MTV ha dovuto ritirare la serie.
Dal 2004 al 2007, Tripping the Rift, una serie televisiva comica di fantascienza in CGI per adulti, è andata in onda su Syfy, per poi essere trasmessa su canali di altre emittenti nordamericane e internazionali, come per esempio su Space e Teletoon at Night.  È andato in onda anche in Francia, Italia, Belgio, Portogallo, Svezia, Spagna ed Europa centrale.
La serie è stata descritta come "una strana citazione a Star Trek con alcune animazioni CGI obsolete" che mescola la parodia del genere fantascientifico con satira politica e sociale.
Dal 2007 al 2008, un programma televisivo animato americano di Adam de la Peña, intitolato Code Monkeys, che segue le avventure della fittizia casa videoludica GameaVision, è andato in onda per due stagioni, dal 2007 al 2008, su G4 e G4 Canada. La serie è stata descritta come una "commedia a tema videogiochi", caratterizzata da un "irriverente umorismo stoner".
Nel 2005, una serie animata per adulti britannico-canadese su un liceo britannico nel sud di Londra, intitolata Bromwell High, è andata in onda prima su Teletoon at Night in Canada e in seguito su Channel 4 nel Regno Unito. La serie prendeva in giro la vita in un sobborgo di Londra e parodiava la stessa cultura britannica.
Nel 2016 è uscito Secret Path, film d'animazione televisivo per la CBC, scritto e diretto dal cantautore e scrittore Gord Downie. Secret Path racconta la storia di Chanie Wenjack, morto all'età di 12 anni nel 1966 dopo essere fuggito da una scuola residenziale indiana nel nord dell'Ontario. Nello stesso anno esce la serie Super science friends. La serie segue una storia alternativa in cui personaggi famosi della storia come Nikola Tesla, Winston Churchill, Albert Einstein, Marie Curie devono comabattere vari antagonisti, tra cui J. Robert Oppenheimer, Thomas Edison, Henry Ford, il Papa. La serie ha ricevuto un'accoglienza positiva per la sua commedia nera e ha vinto il choice award del pubblico al festival dell'animazione di Toronto.
Nel marzo 2019, Trailer Park Boys: The Animated Series, spin-off della serie Trailer Park Boys, viene pubblicato sulla piattaforma streaming Netflix.

### Cile
Nel 2018 viene prodotto dai registi cileni Cristobal León e Joaquín Cociña il film horror La casa lobo, allegoria dei legami ingloriosi del Cile con i nazisti.

### Stati Uniti
Negli Stati Uniti, prima dell'entrata in vigore del Codice Hays, alcuni cortometraggi di cartoni animati contenevano umorismo rivolto a un pubblico adulto piuttosto che infantile. In seguito all'introduzione del sistema di classificazione dei film della Motion Picture Association of America, i produttori di animazione indipendenti hanno tentato di stabilire un'alternativa all'animazione tradizionale. Inizialmente, pochi studi di animazione negli Stati Uniti hanno tentato di produrre animazione per un pubblico adulto, ma in seguito non pochi prodotti animazione avrebbero ottenuto attenzione e consensi tra il pubblico.
L'animazione per adulti negli Stati Uniti principalmente comprende spettacoli con supereroi, elementi fantascientifici e fantasy. Tra le varie serie animate che hanno aiutato il genere a espandersi nel corso degli anni, si annoverano I Simpson, BoJack Horseman, Futurama, Helluva Boss, Aqua Teen Hunger Force, Beavis and Butt-Head, Robot Chicken, South Park, Big Mouth, Rick and Morty, I Griffin, American Dad!, Invincible, Archer e Spawn. 
Tra i lungometraggi si ricordano le opere di Ralph Bakshi, come Fritz il gatto, Coonskin e Il Signore degli Anelli, e di Bill Plympton.
Inoltre, nel 2024, ha fatto il suo debutto una nuova serie animata, di notevole successo in fatto di ascolti, chiamata Hazbin Hotel.

## Asia

### Cina
Per anni, si è assistito in Cina ha permesso alla coltivazione di svariati talenti nel campo dell'industria dell'animazione per gli adulti.
Nel 2017 è stata presentata in anteprima la commedia dark d'animazione cinese diretta da Liu Jian, Have a Nice Day.  È stato proiettato per la prima volta al 67º Festival internazionale del cinema di Berlino. In Cina, la prima del film si è svolta al Pingyao International Film Festival all'inizio di novembre 2017, con un'apparizione come ospite del regista cinese Jia Zhangke, che ha elogiato il film come una pietra miliare dell'animazione cinese. Il film è stato concesso in licenza per essere proiettato in più di 30 paesi, tra cui Regno Unito, Messico, Spagna, Benelux, Svizzera, Grecia, Turchia ed Europa orientale. Il film ha vinto il miglior film d'animazione al 54º Golden Horse Awards ed è stato descritto come sovversivo e rivelatore di un "lato oscuro della modernizzazione della Cina".
Hong Kong, come il resto della Cina, si occupa da anni di animazione per adulti. Una di queste animazioni è il film recente, No.7 Cherry Lane di Yonfan, descritto dalla critica come "denso di riferimenti letterari e cinematografici classici".

### Iran
Il film francese e iraniano Persepolis, basato sull'omonimo fumetto con lo stesso nome, narra della questione iraniana al tempo del regime dei Khomeini e pone l'attenzione anche sull'affermazione dell'identità omosessuale.

### Giappone

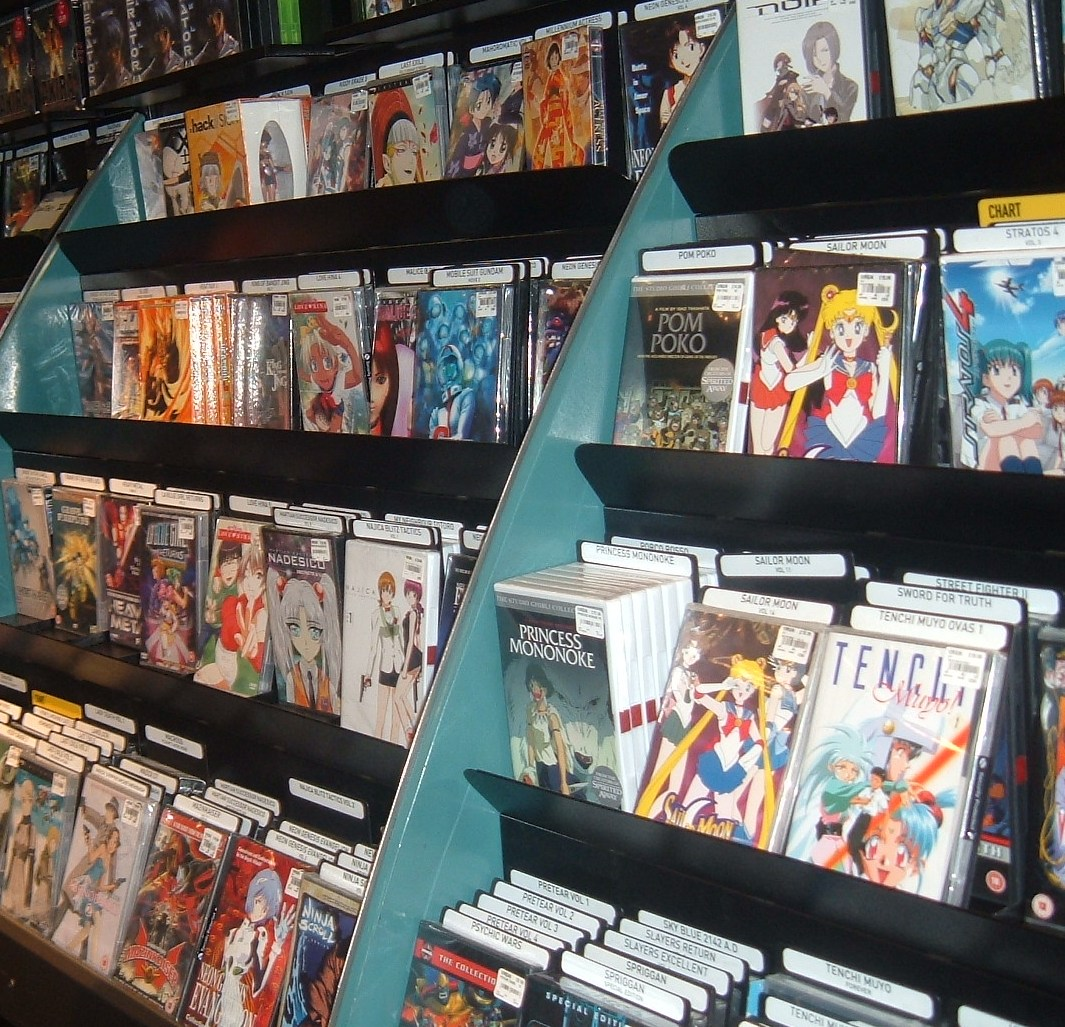
Scaffali che espongono anime giapponesi

Mentre negli Stati Uniti l'animazione per adulti è in gran parte comica, in Giappone l'animazione adulta si dipana su diversificate tematiche e stili vari.
L'animazione per adulti è conosciuta in Giappone come animazione adulta (アダルトアニメ?, adaruto anime). Sia in inglese che in giapponese, la parola "adulto" può avere connotazioni di natura sessuale, ma anche gli anime su argomenti seri come Akira o Ghost in the Shell sono spesso definiti "adulti" in Giappone, anche quando il sesso non è presente come tematica principale. Akira è anche visto come un film fondamentale nel genere cyberpunk, in particolare nel sottogenere cyberpunk giapponese mentre James Cameron ha citato Ghost in the Shell come fonte di ispirazione per Avatar,  e lo ha definito "il primo vero film d'animazione per adulti per raggiungere un livello di eccellenza letteraria e visiva".
Alcuni hanno sostenuto che dagli anni '80 gli animatori giapponesi si sono "dedicati per decenni in storie complesse e ricche di sfumature", comprese quelle create dallo Studio Ghibli come Totoro, Kiki - Consegne a domicilio, Il castello errante di Howl, Si alza il vento e Nausicaä della Valle del vento.
Le opere animate di natura erotica vengono spesso denominate dal pubblico ooccidentale come hentai, la parola giapponese per "perverso", mentre in Giappone è più probabile che vengano chiamate anime R-18 (18禁アニメ?, jūhachikin anime) o anime erotico (エロアニメ?, ero anime). Sebbene, a causa delle idee sbagliate sull'animazione giapponese, si tenda ad associare tutti gli anime a contenuti sessuali, l'hentai costituisce solo una piccola parte dell'industria dell'animazione giapponese..  Di conseguenza alcune videoteche al di fuori del Giappone, spesso classificano gli anime per bambini come solo per adulti
Alcune delle prime riviste di manga erano rivolte agli adulti e questo ha fornito una fonte primaria come base per i lavori di anime per adulti. I manga destinati a uomini adulti sono conosciuti come seinen, mentre quelli destinati a donne adulte sono conosciuti come josei. Weekly Manga Times iniziò la pubblicazione nel 1956, e sarebbe stato seguito da Weekly Manga Goraku (1964) e Manga Action (1967). Le opere anime basate su manga per adulti includono Berserk, Golden Boy e Tokyo Daigaku Monogatari. Nel caso di Golden Boy, sebbene sia stato accolto positivamente dai recensori in lingua inglese, è ampiamente noto per il suo contenuto maturo, poiché l'OVA presenta esempi di nudità femminile parziale, orgasmi e masturbazione femminile, e il manga diventa quasi pornografico a partire dal secondo volume.
Nel 1969, Osamu Tezuka ed Eiichi Yamamoto pubblicarono Senya Ichiya Monogatari (千夜一夜物語), il primo della serie Animerama di tre lungometraggi animati rivolti a un pubblico adulto. Osamu Tezuka ed Eiichi Yamamoto hanno collaborato al secondo film Kureopatora (クレオパトラ). Questo film è stato descritto da alcuni come una farsa sui viaggi nel tempo che ritraeva Giulio Cesare come un "politico in stile americano che mastica sigari".  Il terzo film Kanashimi no Beradonna (哀しみのベラドンナ) è stato diretto dal solo Eiichi Yamamoto. È stato presentato al Festival Internazionale del Cinema di Berlino ma non ha avuto successo commerciale.
Maruti Gekiga, Ukiyoe Senichiya (マル秘劇画 浮世絵千一夜), è stato il primo film d'animazione a ricevere l' R-18 in Giappone, e Do It! Yasuji's Pornorama (ヤスジのポルノラマ やっちまえ!!), basato sul manga comico e erotico di Yasuji Tanioka. Quest'ultimo non ha ottenuto nemmeno un successo commerciale, lasciando un grande stigma nell'industria dell'animazione e nell'industria dell'animazione per adulti che scompare dal mercato giapponese almeno fino agli anni '80. Il film è stato anche definito pornografico e stupido, ricolmo di scene in cui i genitali femminili apparivano frequentemente.
Nel 1984 iniziarono ad essere diffuse animazioni video originali (OVA) di natura erotica, prima Lolita Anime basato sull'opera manga di Fumio Nakajima, e nello stesso anno Cream Lemon. La Blue Girl e New Angel sono altri due anime erotici che usciranno negli Stati Uniti e in Europa all'inizio degli anni '90.
Il 1988 ha visto l'uscita di Akira, diretto da Katsuhiro Otomo, proiettato nelle sale nordamericane e distribuito su VHS in tutto il mondo. Il suo successo ha portato a un maggiore interesse per gli anime giapponesi per adulti negli Stati Uniti. Nel 1995 è stato distribuito il lungometraggio Ghost in the Shell, diretto da Mamoru Oshii e basato sul manga di Masamune Shirow.
Nel 1989 viene distribuito Urotsukidoji, uno dei film porno d'animazione giapponesi che ha dato il via al mercato americano dei video per adulti.
Nel 1992 viene prodotto l'adattamento anime del manga Shin Chan, che contiene, tra gli espedienti narrativi ricorrenti, scene di nudità e battute indirizzate a un pubblico maturo.
Nel 2004, Mahiro Maeda ha diretto un adattamento anime in più episodi del romanzo di Alexandre Dumas intitolato Gankutsuou: The Count of Montecristo.
Il canale nordamericano Adult Swim ha trasmesso serie anime per adulti tramite Toonami il sabato sera: Cowboy Bebop, FLCL, Ghost in the Shell: Stand Alone Complex, IGPX e Space Dandy. Anche le reti televisive giapponesi hanno blocchi anime a tarda notte simili: Noitamina di Fuji Television e Animeism di Mainichi Broadcasting System.
Il blocco Animeism è stato inizialmente lanciato nell'ottobre 2006 ed è stato riorganizzato nel 2015 da un programma giovedì sera/venerdì mattina a un programma venerdì sera/sabato mattina, con il produttore capo di MBS Hirō Maruyama che ha affermato che il cambiamento è stato fatto per prevenire conflitti con la trasmissione noitaminA di Kansai TV. Da giugno 2017 a gennaio 2019, Animeism ha firmato un accordo con Amazon per trasmettere in streaming le loro serie esclusivamente su Amazon Prime Video in tutto il mondo, con Rage of Bahamut: Virgin Soul e Altair: A Record of Battles che diventano i primi titoli in esclusiva per Prime Video il 29 giugno 2017. A gennaio 2019, l'accordo di streaming non era più in vigore in tutto il mondo, rimanendo un'esclusiva in Giappone. Il 23 marzo 2019, è stato annunciato all'AnimeJapan 2019 che MBS, Kodansha e DMM Pictures hanno formato una partnership di due anni per co-produrre titoli anime per il blocco, adattando opere di manga pubblicati da Kodansha o creando opere originali: Domestic Girlfriend è il primo titolo prodotto di questa partnership.
Per quanto riguarda la fascia oraria di Noitamina, è stata ampliata da mezz'ora a un'ora intera nel 2010, con Fuji TV e Funimation che hanno annunciato un accordo che consente a Funimation di trasmettere in simulcast le serie dal blocco noitaminA in Nord America entro un'ora dalla loro messa in onda in Giappone. Finora l'unica serie non anime andata in onda su noitaminA è stata l'adattamento live-action di Moyashimon: Tales of Agriculture nel 2010. Nel 2011 viene trasmessa su Noitamina di Fuji TV la serie fantascientifica Appleseed XIII; in ottobre 2012 va in onda la prima stagione della serie psicologica e d'azione Psycho-Pass. Dal 2016 al 2018, Fuji TV ha firmato un accordo con Amazon per lo streaming e la trasmissione in simulcast esclusivamente di serie dal blocco noitaminA. Tra i titoli proposti: Kabaneri of the Iron Fortress e The Promised Neverland.
Anche la piattaforma Crunchyroll, nata dal 2006, trasmette nel mondo un catalogo di anime adulti, tra questi la serie del 2019 Onyx Equinox, ambientata nel Messico azteco.
Da ottobre 2012 a marzo 2013, la prima stagione di Psycho-Pass è andata in onda su Noitamina di Fuji TV. La seconda stagione è andata in onda da ottobre 2014 a dicembre 2014 nello stesso blocco di programmazione e la terza stagione da ottobre a dicembre 2019. Questa serie è stata successivamente paragonata a The Simpsons, una "sitcom familiare satirica", in termini di entrambe le animazioni con un sapore specifico, ognuna delle quali presenta temi per adulti a modo suo. Ha anche definito entrambi "intrattenimento per adulti" anche se presentano differenze in "estetica, generi e trame".
Nel 2020 è stato annunciato che un anime per adulti intitolato Idaten Deities in the Peaceful Generation sarebbe stato distribuito nel luglio 2021 sul blocco di programmazione Noitamina di Fuji TV. Sempre in quel periodo, Yamibou, basato su una visual novel per adulti, inizia lo streaming in inglese per la prima volta su Tubi TV e RetroCrush.

### Corea del Sud
L'animazione per adulti ha iniziato a sorgere negli anni 2010, proprio come Yeon Sang-ho, già noto per aver diretto il film horror Train to Busan, dirige il suo primo film animato adulto The King of Pigs, nel quale vengono rappresentati problematiche sociali quali la delinquenza giovanile, bullismo, violenza e povertà. Tra le altre opere animate del regista sudcoreano si ricordino The Fake (2013) e Seoul Station (2016), apprezzato per la sua animazione e i temi data l'influenza di opere degli artisti giapponesi di anime e manga Satoshi Kon e Minoru Furuya.
Un altro film d'animazione per adulti è Leafie, A Hen into the Wild, responsabile della crescita in Corea del Sud dell'industria dell'animazione.
Nel 2020, Crunchyroll ha pubblicato diverse serie animate adulte sudcoreane, tra cui Tower of God, Noblesse e The God of High School.
Nel novembre 2020 la Locus Corporation (che l'anno precedente aveva prodotto il film per bambini Scarpette rosse e i sette nani) ha pubblicato le serie Toemarok e Yumi's Cells. Quest'ultima racconta la vita sentimentale di una normale impiegata vista dalla prospettiva delle sue cellule cerebrali (che si presentano, per l'occasione, in forma animata).

### Filippine
Nel 2007, la sitcom animata per adulti filippino-americana The Nutshack è stata presentata per la prima volta su Myx TV. Nel 2020 la commedia Hayop Ka! The Nimfa Dimaano Story ( You Animal!) è stato presentato in anteprima su Netflix.

## Australia
Varie animazioni per adulti sono state presentate in anteprima in Australia.
Nel 2009 Adam Elliot, con la tecnica dello stop motion, produce il film Mary and Max, vincitore del premio "Miglior lungometraggio" al Festival internazionale del film d'animazione di Annecy e agli Asia Pacific Screen Awards.
Nell'ottobre 2020 è uscito un film intitolato Combat Wombat, che è diventato il secondo film della trilogia di lungometraggi animati "Tales from Sanctuary City".

## Europa

### Regno Unito

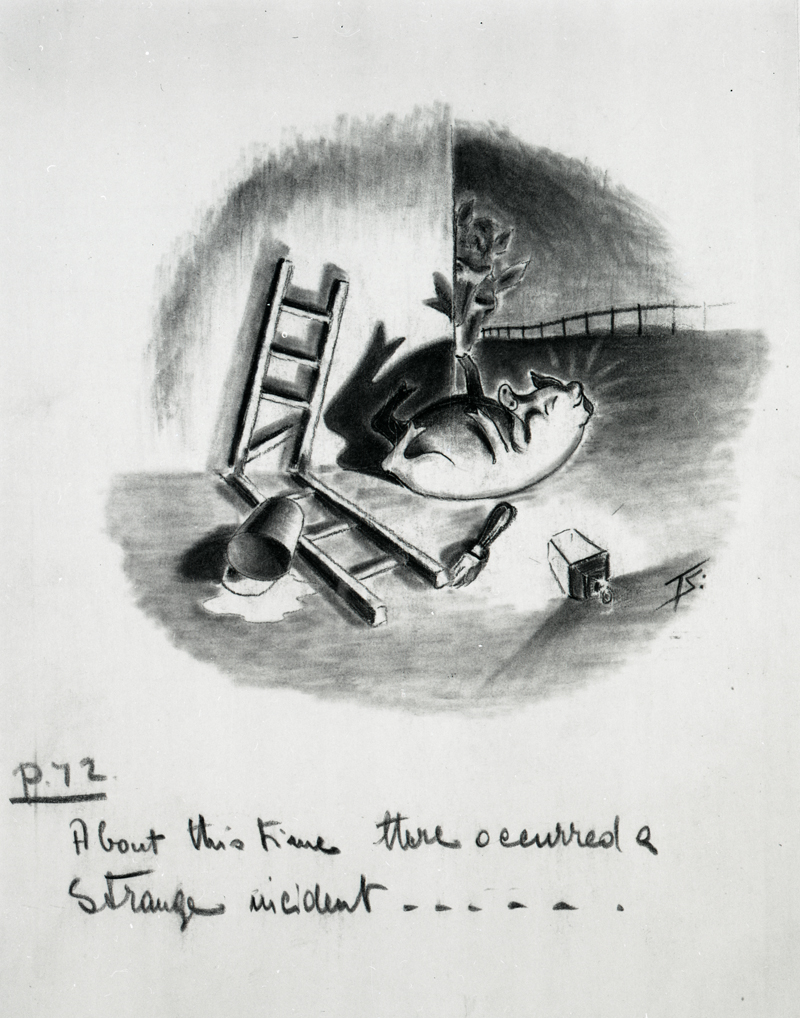
Disegno preliminare per il disegno del cartone animato La fattoria degli animali commissionato nel 1950 dal Foreign Office

Nel 1954 lo studio cinematografico britannico Halas and Batchelor ha prodotto un adattamento animato del romanzo di George Orwell La fattoria degli animali, con il finanziamento della Central Intelligence Agency e del produttore cinematografico Louis de Rochemont. Il film è uno dei primi esempi di animazione britannica e per adulti e, come il libro su cui è basato, vuole essere una satira dello stalinismo con personaggi che fungono da analoghi ai personaggi della rivoluzione russa del 1917, come sostenuto dallo stesso Orwell, a causa della sua ostilità nei confronti di Stalin e delle sue politiche sin dagli anni '30. Essendo stato prodotto durante la Guerra Fredda, il film è stato portato sul grande schermo grazie alla promozione della CIA e dell'Office of Policy Coordination, mentre è stato bandito in Unione Sovietica, come il suo materiale originale.
Per molti anni è stato problematico importare film che non incontravano l'approvazione del Servizio doganale degli Stati Uniti. Nel 1972, il servizio doganale ha rifiutato l'ingresso del cortometraggio Sinderella, raffigurante scene di rapporti sessuali tra personaggi basati su Cenerentola, Cappuccetto Rosso, Il gatto con gli stivali, Riccioli d'oro e i tre orsi e il Principe Azzurro. Il film è stato sequestrato come materiale osceno e il suo distributore ha intentato una causa in tribunale e un appello nel 1974, ma ha perdendoli entrambi.
In Inghilterra, Martin Rosen ha diretto due lungometraggi animati basati sui romanzi di Richard Adams: La collina dei conigli nel 1978 e The Plague Dogs nel 1982. Entrambi i film trattano temi per adulti: La collina dei conigli, la negoziazione della leadership per organizzare un esodo lontano dalla persecuzione, e The Plague Dogs sui test sugli animali. Per Watership Down, il film ha ricevuto un'accoglienza critica per lo più positiva, con un consenso dell'82% su Rotten Tomatoes basata su 34 recensioni; per quanto riguarda The Plague Dogs, elogiato per il suo stile visivo, ha un consenso del 57% su Rotten Tomatoes sulla base di 7 recensioni con una valutazione media di 7 su 10.
Pink Floyd - The Wall, un adattamento dell'omonimo concept album dei Pink Floyd, è ricco di metafore e simbolismi. Il film è principalmente guidato dalla musica e non presenta molti dialoghi. Il film è caratterizzato da immagini di solitudine, uso di droghe, guerra, fascismo, sesso, violenza e sangue. Nonostante la sua produzione turbolenta, il film ha generalmente ricevuto recensioni positive e ha consolidatoun certo culto. Il film ha vinto due British Academy Awards ed è stato elogiato il film per la sua "straordinaria visione dell'autodistruzione"; ma anche definito anche come "implacabilmente pessimista e talvolta ripugnante".
Nel 1986, l'Inghilterra ha prodotto un'altra animazione a tema politico, Quando soffia il vento, che racconta il tentativo di una coppia rurale inglese di sopravvivere a un vicino attacco nucleare e mantenere un senso di normalità nel successivo fallout. Il film è interpretato dalle voci di John Mills e Peggy Ashcroft nei panni dei due personaggi principali, mentre la colonna sonora è stata curata da Roger Waters dei Pink Floyd. Il film è un ibrido di animazione tradizionale e stop-motion. I personaggi di Jim e Hilda Bloggs sono disegnati a mano, ma la loro casa e la maggior parte degli oggetti in essa contenuti sono oggetti reali che si muovono raramente e sono animati da stop-motion quando lo fanno.
Nel 2016, il film Ethel & Ernest è stato trasmesso in televisione su BBC One. Il racconto un placido matrimonio di una coppia inglese, condizionata dagli avvenimenti tra i decenni 1920 e 1970.
Nel 2021 HBO Max distribuisce la serie The Prince, che si concentra su un bambino di sette anni, il Principe George, che rende la vita difficile alla sua famiglia e alla monarchia britannica. Nel 2022 Netflix produce il film antologico thriller e comico The House, composto da tre storie separate tra loro, unite dall'elemento di una casa e della sua influenza sulle persone che ci abitano.

### Danimarca
Nel 2011, la commedia fantasy in 3D Ronal il barbaro, parodia i barbari e stereotipi della narrativa tipica del genere sword and sorcery, e dei film e giochi di ruolo come Conan il Barbaro e Dungeons & Dragons.
Nel 2021, Flee, un film basato su una storia vera, segue un rifugiato di nome Amin Nawabi, fuggito dal suo paese natìo in Danimarca. Il film è stato presentato in anteprima mondiale al Sundance Film Festival del 2021 il 28 gennaio 2021, dove ha vinto il Gran Premio della giuria. La critica ha apprezzato il suo contenuto tematico e la rappresentazione dell'Afghanistan e lo riconosce come uno dei migliori documentari animati dai tempi di Valzer con Bashir. Ha anche ricevuto numerosi riconoscimenti, principalmente per le categorie animate e documentari, tra cui il destinatario delle nomination ai Golden Globes, ai BAFTA e ad Annie, vincendo quest'ultimo come miglior film d'animazione indipendente.

### Svizzera
Nel 2018 è stato presentato al Festival di Cannes Chris the Swiss, un film documentario d'animazione svizzero diretto da Anja Kofme. È stata descritto come "un'animazione di guerra che combina interviste dal vivo, animazione di cinegiornali e altro ancora per concentrarsi sulle guerre jugoslave".

### Francia
Nel 1973, Rene Laloux ha diretto Il pianeta selvaggio basato sul romanzo di fantascienza francese Oms en série di Stefan Wul.
Grande accoglienza l'ha avuta il film d'animazione Tarzoon - La vergogna della giungla, film franco-belga del 1975 e parodia del celebre Tarzan. Il film, diretto da Picha, fa parte di una trilogia che comprende anche Le chaînon manquant (1980) e Le Big Bang (1987).
Pur suggestiva, l’animazione in Gandahar del 1988 non raggiunge le vette oniriche de Il pianeta selvaggio, che pure pativa la mancanza di risorse adeguate. In Gandahar tutti i personaggi – uomini, robot, animali – sembrano ingessati nei movimenti, di contro però gli spunti offerti sono interessanti, i dialoghi mai banali, le ambientazioni efficaci e ben disegnate.
Nel luglio 2018 il comico Yves Bigerel ha prodotto la webserie comica di educazione sessuale Peepoodo & The Super Fuck Friends.
Altri produzioni degni di nota: Logorama (2009), La bottega dei suicidi (2012), La mia vita da Zucchina (2016), Les Hirondelles de Kaboul (2019) e Dov'è il mio corpo? (2019).

### Italia
Esempi di animazione adulta, nel panorama italiano, sono 
L'ultimo sciuscià (1948), 
Putiferio va alla guerra (1968), Il nano e la strega (1975), Allegro non troppo (1976), Volere volare (1991), Somalia94 - Il caso Ilaria Alpi (2017) e La strada dei Samouni (2018). Anche il fumettista Zerocalcare ha sviluppato l'animazione per adulti in Italia, con le serie TV Strappare lungo i bordi e Questo mondo non mi renderà cattivo.

### Germania
Nel 1990, Werner e il folle (Werner – Beinhart!), un film d'animazione tedesco basato sul fumetto, ha venduto 4,9 milioni di biglietti, diventando uno dei film tedeschi di maggior incasso negli anni '90 con un lordo di € 19,7 milioni.
Felidae è un film horror tedesco per adulti del 1994 diretto da Michael Schaack e basato sul romanzo di Akif Pirinçci. La storia è incentrata sul gatto domestico Francis e sui raccapriccianti omicidi felini che si svolgono nel suo nuovo quartiere.

### Russia
Lo studio di animazione russo Soyuzmultfilm, nato nel 1936, ha prodotto, tra gli altri, cartoni animati per un pubblico adulto come Podpis' nerazborčiva e Zlodeika s nakleikoi nel 1954 e Ballada o stole nel 1955.

### Spagna
Nel 2015 è stato presentato in anteprima Psiconautas, los niños olvidados, un film di formazione e horror-drammatico, diretto da Alberto Vázquez. La pellicola segue le peripezie di Birdboy, un timido emarginato in una società post-apocalittica, e Dinky, un topo adolescente in fuga dalla sua desolata isola natale. La serie analizza i mali sociali in Spagna in un modo "divertente, triste, dolce, macabro e chirurgico".
Nel 2022 viene pubblicato il successivo lavoro di Vazquez, Unicorn Wars, nel quale, sullo sfondo di una guerra tra orsi di peluche bigotti e unicorni ambientalisti, viene sottolineata la contesa dell'amore di una madre tra due fratelli orsi.